# Martyrs (cycle)
Pour les articles homonymes, voir Martyr (homonymie).
Martyrs est une série de romans de fantasy de l'écrivain français Olivier Peru.

## Résumé
Les romans racontent l'histoire de deux frères assassins, Irmine et Helbrand, qui appartiennent à un peuple de guerriers longtemps persécutés, les Arserkers. Ils vivent dans les ombres de la plus grande cité du royaume de Palerkan. Leur passé les rattrape un jour sous les traits d'un borgne qui semble nourrir pour eux de sombres projets.

## La série
Martyrs est annoncé comme une trilogie.
1. Livre I, J'ai lu, format semi-poche, mars 2013  (ISBN 978-2290061015), format poche, mai 2015  (ISBN 978-2290068595)
2. Livre II, J'ai lu, format semi-poche, août 2014  (ISBN 978-2290086742), format poche, mai 2016  (ISBN 978-2290086759)
3. Livre III, J'ai lu, format semi-poche, mai 2025  (ISBN 978-2290141274)

## Illustrations
L'illustration de couverture est signée de l'auteur lui-même, ainsi que les illustrations intérieures qui jalonnent le roman.

## Accueil critique
À sa sortie, les critiques littéraires consacrées à Martyrs sont unanimement positives.
Le critique Jean-Luc Rivera salue notamment « une galerie de personnages principaux dont la force est d’avoir une psychologie particulièrement fouillée et une profondeur rarement égalée dans des romans de fantasy ».
Le site Elbakin, lui, parle d'un « univers dans lequel on entre rapidement, car doté de nombreux points de repère", d'une "personnalité distincte, qui s’affine peu à peu" ainsi que d'un "travail de mise en place solide et bien charpenté ».
Martyrs est récompensé des prix du meilleur roman francophone 2013 et meilleure nouvelle saga 2013, par les Vampires & Sorcières Awards.